# 鹿角三姫
鹿角三姫（かづのさんひめ）は、秋田県鹿角市に伝わる伝説の姫である。

## 鹿角三姫の由来
- 吉祥姫（きっしょうひめ）：だんぶり（とんぼ）の導きにより、どんな病気も治る霊酒を手にし長者となった夫婦に一人娘の大変美しい桂子姫がいた。その美しさゆえ天皇（継体天皇）の后として宮中に召され吉祥姫と名を改めた。時はすぎ、長者夫婦もこの世を去り、京にいて両親の逝去を聞いた吉祥姫は、天皇のおぼしめしにより、長者が崇拝した大日神の社を古里に建立された。これが小豆沢にある大日堂である[1]。その後、吉祥姫も不帰の人となり、ふるさとの土中に埋めてほしいという遺言により大日堂のそばに埋没された。墓のある寺を吉祥院という。
- 政子姫（まさこひめ）：鈴木地区に、郡司（貴族）の娘で政子姫という美しい姫がいた。姫は狭布の細布を織ることが上手であった。草木には、錦木は別名、仲人木といい恋文のかわりでもあった。市で見かけた美しい姫に心を奪われた若者は、毎日毎日、政子姫の門前に錦木をたてた。いつしか、姫も若者の心をあわれむようになったが、姫は、里の子どもたちを大鷲から守るため鳥の毛を混ぜた織物を織らねばならず、若者の心を受け入れることができなかった。あと一束で千束になるという日に若者は帰らぬ人となり、姫もその数日後、若者の後を追うようにこの世を去った。姫の父は二人をあわれに思い、千束の錦木とともに1つの墓に夫婦として葬った。その墓を錦木塚という[2]。
- 芦名姫（あしなひめ）：むかし、芦名沢地区の長者の跡取り息子と豪族の一人娘の美しい姫が恋仲となったが、長者と豪族は仲が悪く、二人の結婚は許されそうになかった。美しい姫は、長者の息子恋しさに病になり、床に伏すようになった。息子も姫が病気と聞き一目会いたいと豪族の館のまわりを歩いていたが、怪しい曲者と捕らえられてしまった。豪族の家では、曲者（息子）を捕らえて打ち首にし、姫もその曲者に殺されたと言いふらして二人を遠くに旅立たせ、身代わりに馬二頭を埋没した。旅の途中で長者の息子は病に倒れ、一人故郷に戻った姫は、自分たちの身代わりになった二頭の馬を哀れに思い冥福を祈りながら、この世を去った。月日が経ち、事の真相を知った長者は金光明寺十一面観音堂を建て観世音菩薩像を祀り供養をした。その後、馬の神様として多くの絵馬が奉納されているのが芦名神社である[3]。